# Heinrich von Buz

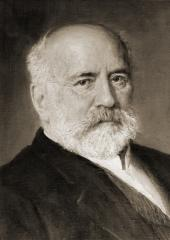
Heinrich von Buz

Heinrich Buz, seit 1907 Ritter von Buz (* 17. September 1833 in Eichstätt; † 8. Januar 1918 in Augsburg), war ein deutscher Techniker und Industrieller.

## Leben
Der Sohn von Carl Buz besuchte die Königliche Kreis-Gewerbeschule Augsburg (Polytechnische Schule) und studierte dann von 1851 bis 1853 am Karlsruher Polytechnikum, u. a. bei Ferdinand Redtenbacher, dem Begründer des wissenschaftlichen Maschinenbaus.
Erste Ingenieurtätigkeiten führten Buz unter anderem ins Elsass und nach London. Im Jahr 1857 trat er in die von seinem Vater und Carl August Reichenbach geführte C. Reichenbach’sche Maschinenfabrik als Konstrukteur und technischer Korrespondent ein. Im Jahr 1864 wurde er dort Direktor, bis 1913 war Buz Generaldirektor der aus der 1898 erfolgten Fusion mit der Eisengießerei Klett & Comp. entstandenen Maschinenfabrik Augsburg-Nürnberg (MAN). Danach wechselte er in den Aufsichtsrat des Unternehmens.
Er war Mitbegründer der Augsburger Localbahn, deren Vorstand er 29 Jahre lang angehörte, und der Lech-Elektrizitätswerke, sowie Mitglied zahlreicher Aufsichtsräte, außerdem war er führend im Augsburger Industrieverein tätig. Er war auch Mitglied des Vereins Deutscher Ingenieure (VDI) und des Augsburger Bezirksvereins des VDI. Vor dessen Gründung hatte er dem Bayerischen Bezirksverein des VDI angehört.
Heinrich Buz führte den Ehrentitel eines Kommerzienrates, später eines Geheimen Kommerzienrates. 1907 wurde er durch Prinzregent Luitpold mit dem Ritterkreuz des Verdienstordens der Bayerischen Krone beliehen. Damit verbunden war die Erhebung in den persönlichen Adelsstand und er durfte sich nach der Eintragung in die Adelsmatrikel „Ritter von Buz“ nennen. 1913 erhielt Buz außerdem den Verdienstorden vom Heiligen Michael II. Klasse.
Während seiner Direktion kamen zahlreiche technische Neuentwicklungen zum Einsatz wie beispielsweise die industrielle Fertigung der ersten Rotationsdruckmaschine, die Lindesche Kältemaschine und der Dieselmotor.